# Józef Młynarczyk
Józef Młynarczyk (* 20. září 1953, Nowa Sól, Polsko) je bývalý polský fotbalový brankář.
Je odchovancem klubu Dozamet Nowa Sól, během následujícího působení v BKS Stal Bielsko-Biała byl jeho trenérem Antoni Piechniczek, který ho v roce 1977 přivedl do prvoligového týmu Odra Opole. V roce 1980 přestoupil do Widzewu Łódź, s nímž získal polský titul v letech 1981 a 1982 a hrál v semifinále PMEZ 1982/83. V roce 1984 odešel do Francie, kde chytal Ligue 1 za SC Bastia. Od roku 1986 hrál za FC Porto, s nímž se stal mistrem Portugalska 1986 a 1988, vítězem PMEZ 1986/87, Superpoháru UEFA 1987 a Interkontinentálního poháru 1987. Kariéru ukončil v roce 1989.
Za polskou reprezentaci odehrál v letech 1979 až 1986 42 zápasů. Byl brankářskou jedničkou na mistrovství světa ve fotbale 1982 (třetí místo) a mistrovství světa ve fotbale 1986 (osmifinále). Po ukončení aktivní kariéry působil u národního týmu jako trenér brankářů.
Byl hlavním aktérem tzv. aféry na Okęciu. Před zápasem kvalifikace MS na půdě Malty se 30. listopadu 1980 ráno dostavil na sraz týmu ve varšavském hotelu Vera v podnapilém stavu. Trenér Ryszard Kulesza ho za to na místě vyřadil z reprezentace. Čtyři Młynarczykovi spoluhráči (Stanisław Terlecki, Zbigniew Boniek, Włodzimierz Smolarek a Władysław Żmuda) se za svého brankáře postavili, odjeli spolu s ním Terleckého automobilem na letiště Okęcie a tam trenéra donutili, aby Młynarczykovi dovolil odcestovat, jinak zůstanou doma i oni. Kulesza ustoupil, ale po příletu na Maltu zasáhl předseda fotbalového svazu generál Marian Ryba a ještě před zápasem poslal všechny provinilce zpět do Polska. Následovala vlna trestů, Młynarczyk dostal osmiměsíční zákaz činnosti, který mu byl prominut před květnovým kvalifikačním zápasem proti NDR.
V roce 1983 byl zvolen polským fotbalistou roku.